# Álex Sancris
Alejandro San Cristóbal Sánchez (Getafe, 18 de enero de 1997), más conocido deportivamente como Álex Sancris, es un futbolista español que juega como delantero en el Getafe C. F.  de la Primera División de España.

## Trayectoria
Nacido en Getafe, Álex es un jugador formado en la cantera del Club de Fútbol Trival Valderas Alcorcón en el que jugaría desde 2016 a 2018. 
El 24 de julio de 2018, firma en el CD Leganés B de la Tercera División de España. En la temporada 2020-21, logra el ascenso a la Segunda Federación.
En la temporada 2021-22, disputa 33 partidos en los que anota 10 goles con el filial pepinero en la Segunda Federación.
El 13 de julio de 2022, firma por el Linares Deportivo de la Primera Federación española. En el conjunto andaluz disputó 40 partidos, 37 en liga y 3 en Copa del Rey. En sus más de 2.800 minutos sumados anota 4 goles y da 10 asistencias.
El 5 de junio de 2023, firma como jugador del Burgos C. F. de la Segunda División de España.
El 2 de julio de 2025 es presentado como jugador del Getafe C. F. de la Primera División de España.

## Clubes
| Club               | País   | Año        |
| ------------------ | ------ | ---------- |
| CF Trival Valderas | España | 2016-2018  |
| CD Leganés B       | España | 2018-2022  |
| Linares Deportivo  | España | 2022- 2023 |
| Burgos CF          | España | 2023-2025  |
| Getafe CF          | España | 2025-      |